# Apotomis sauciana
Apotomis sauciana es una especie de polilla del género Apotomis, tribu Olethreutini, familia Tortricidae. Fue descrita científicamente por Frolich en 1828.
La envergadura es de unos 13–16 milímetros. Se distribuye por Europa: Alemania.